# Alactita
La alactita es un mineral arseniato, de la clase de los minerales fosfatos, y dentro de esta pertenece al llamado “grupo de la alactita”. Fue descubierta en 1884 en una mina de Filipstad, en la provincia de Värmland (Suecia), siendo nombrada así del griego allaktein (cambiar), en alusión a su marcado pleocroismo. Sinónimos poco usados son: allactita o allaktita.

## Características químicas
Es un arseniato hidroxilado y anhidro de manganeso. El grupo de la alactita son todos fosfatos, arsenatos o vanadatos de manganeso, que cristalizan en el sistema cristalino monoclínico. Es isoestructural con la argandita, su análogo con vanadio en lugar de arsénico.

## Formación y yacimientos
Es un raro mineral que se forma como secundario en vetas que atraviesan depósitos metamorfizados de minerales de manganeso. También se ha encontrado en un yacimiento de cinc metamorfizado estratiforme.
Suele encontrarse asociado a otros minerales como: sinadelfita, hematolita, hausmannita, pirocroíta, fluorita, piroaurita, leucofenicita, hodgkinsonita, adelita, franklinita, willemita, friedelita, cariopilita, esfalerita, barita, calcita, serpentina o clorita.